# Robert Wyatt
(Piero Scaruffi su The History of Rock Music - Robert Wyatt)
Robert Wyatt-Ellidge (Bristol, 28 gennaio 1945) è un batterista, cantante, tastierista, compositore e percussionista inglese.
Fu membro fondatore dei Soft Machine, una delle band più importanti del progressive rock e pioniera del movimento musicale noto come scena di Canterbury. Ha partecipato ai primi quattro album del gruppo, lasciandolo nell'agosto del 1971 per fondare i Matching Mole, altra band della scena di Canterbury.
Oltre che per il talento come strumentista e compositore, è noto per le originali sonorità della voce, che ne fanno uno dei cantanti più originali e ammirati della musica contemporanea. Nel percorso che lo portò ad affinare le sue doti vocali, Wyatt si ispirò al jazz, fonte principale della sua educazione musicale nonché sua grande passione, ma giustamente non si definì mai musicista jazz, non essendo cresciuto a contatto con la comunità afroamericana.
In seguito a un incidente occorsogli il 1º giugno 1973, rimase paralizzato dalla vita in giù; da quel momento condusse vita ritirata, dedicandosi alla sperimentazione e alla ricerca musicale da solista, alla collaborazione con altri artisti, alla promozione di giovani talenti e all'impegno politico.

## Biografia
Nacque nel 1945 a Bristol, nel Sud-ovest dell'Inghilterra, da Honor Wyatt e George Ellidge, una coppia di dichiarate idee socialiste. Il padre George era grande appassionato di jazz e gli insegnò a suonare il piano. Dopo essersi trasferiti a West Dulwich, un sobborgo di Londra, al padre fu diagnosticata una sclerosi multipla e nel 1956 la famiglia andò ad abitare nella più salubre Lydden, nelle vicinanze di Canterbury, stabilendosi in una grande casa georgiana che fu trasformata in una guest house.

### Gli inizi
Nel 1956 Wyatt frequentò la scuola "Simon Langton" di Canterbury, e vi conobbe i fratelli Brian e Hugh Hopper, Mike Ratledge e Dave Sinclair, con i quali strinse un'amicizia cementata dall'interesse per la musica. Passavano i pomeriggi a casa di Robert ad ascoltare jazz e a strimpellare canzoni famose. Wyatt ascoltava soprattutto dischi di Stan Kenton, a proposito del quale dichiarò: "Mi è esploso in testa".
Nel 1960 la casa Ellidge-Wyatt affittò una stanza al chitarrista australiano Daevid Allen, da poco in Europa e reduce da un soggiorno parigino. Lo stile di vita anticonvenzionale e le idee musicali di Daevid, nonché i 200 dischi jazz e la marijuana, esercitarono una grande influenza sul gruppo di amici, ai quali nel frattempo si era aggiunto il cantante Kevin Ayers. Nel 1961, dopo un soggiorno a Parigi, Allen rientrò a Lydden con il jazzista statunitense George Niedorf, che si pagava la camera impartendo lezioni di batteria a Wyatt.
La scoperta del mondo alternativo e il rifiuto di quello convenzionale portarono Wyatt a diventare malinconico e a meditare il suicidio: fu trovato svenuto in camera di Allen in seguito a un'ingestione di barbiturici e portato in ospedale. Le voci che circolarono sulle sue responsabilità spinsero Allen a lasciare Lydden e a trasferirsi a Londra.
Nel Natale del 1961 Robert lasciò la scuola e qualche giorno dopo si trasferì con Niedorf a Deià nell'isola di Maiorca, una località dove da anni si era stabilita una comunità di artisti della Beat Generation, tra cui il poeta Robert Graves, amante del jazz e di idee aperte, che spinse Robert a perseguire ciò che amava dimenticando gli obblighi imposti dalla società. I dieci mesi passati nella sua tenuta saranno ricordati da Wyatt tra i più felici della sua vita: qui continuò le lezioni di batteria e si improvvisò scrittore e scultore. Deià sarà in seguito considerata la culla dei Soft Machine e dei Gong.
In ottobre Wyatt tornò a Canterbury, ospite della famiglia Hopper, e cominciò le prime registrazioni alla chitarra, voce e batteria con i due fratelli Hopper, Brian alla chitarra, voce e sax, Hugh al basso e Ratledge al piano, il primo nucleo dei Wilde Flowers. Queste registrazioni comparvero verso la fine degli anni novanta nelle compilation di autori vari del rock di Canterbury Canterburied Sounds - Volume 1, Canterburied Sounds - Volume 2, Canterburied Sounds - Volume 3 e Canterburied Sounds - Volume 4.

### Il Daevid Allen Trio
Agli inizi del 1963, Allen invitò a Londra Wyatt e Hugh Hopper e assieme formarono il Daevid Allen Trio, a cui si aggiunse occasionalmente Ratledge. Si esibirono in un repertorio di free-jazz, con lettura di poesie beat. Una data fu registrata al famoso Marquee Club di Londra e pubblicata nel 1993 dalla Voiceprint Records con il titolo Live 1963. Il trio si sciolse ben presto e Allen tornò a Parigi, dove fu raggiunto l'anno dopo da Hugh Hopper e Wyatt, che vennero a contatto con la musica di Terry Riley ed ebbero la loro prima esperienza con l'LSD, ma non ottennero ingaggi musicali. Al rientro in Inghilterra Wyatt si dovette guadagnare da vivere a Londra: il padre era morto e la casa di Lydden era stata venduta.

### I Wilde Flowers
Nell'estate del 1964, Wyatt, Ayers e Allen soggiornarono a Deià e si esibirono in un club, mentre a Canterbury i fratelli Hopper si erano uniti al chitarrista e cantante Richard Sinclair per formare il gruppo beat Wild Flowers. A fine estate Ayers e Wyatt si unirono ai tre e, su suggerimento di Ayers, la band prese il nome di Wilde Flowers in omaggio allo scrittore Oscar Wilde. Le prime registrazioni furono con Hugh Hopper al basso, Richard Sinclair alla chitarra ritmica e controcanto, Brian Hopper alla chitarra, sax e controcanto, Wyatt alla batteria, percussioni e controcanto, e Kevin Ayers cantante. I Wilde tennero il primo concerto alla fine del 1964. Ayers lasciò la band e, dopo un breve intermezzo con Graham Flight, Wyatt diventò il cantante, mentre alla batteria lo sostituì il futuro membro dei Caravan Richard Coughlan.
I Wilde Flowers, considerati i progenitori di tutte le band della scena di Canterbury, negli anni successivi subirono la rotazione di svariati musicisti e si sciolsero nel 1969 senza aver pubblicato alcun album. Molti anni dopo, Brian Hopper sottopose i vecchi brani del gruppo alla Voiceprint Records, che li pubblicò nel 1994 nell'atteso CD The Wilde Flowers.
Sempre dalla Voiceprint furonno pubblicate tra il 1998 e il 1999 quattro compilation degli artisti della scena di Canterbury:
- Canterburied Sounds - Volume 1 (novembre 1998, Voiceprint 11)
- Canterburied Sounds - Volume 2 (giugno 1999, Voiceprint 202)
- Canterburied Sounds - Volume 3 (giugno 1999, Voiceprint 203)
- Canterburied Sounds - Volume 4 (novembre 1999, Voiceprint 204)

Tra i vari brani vi sono tre inediti dei Wilde Flowers e buona parte delle registrazioni di Canterbury dal 1962 in poi.

### I Soft Machine e il primo album solista

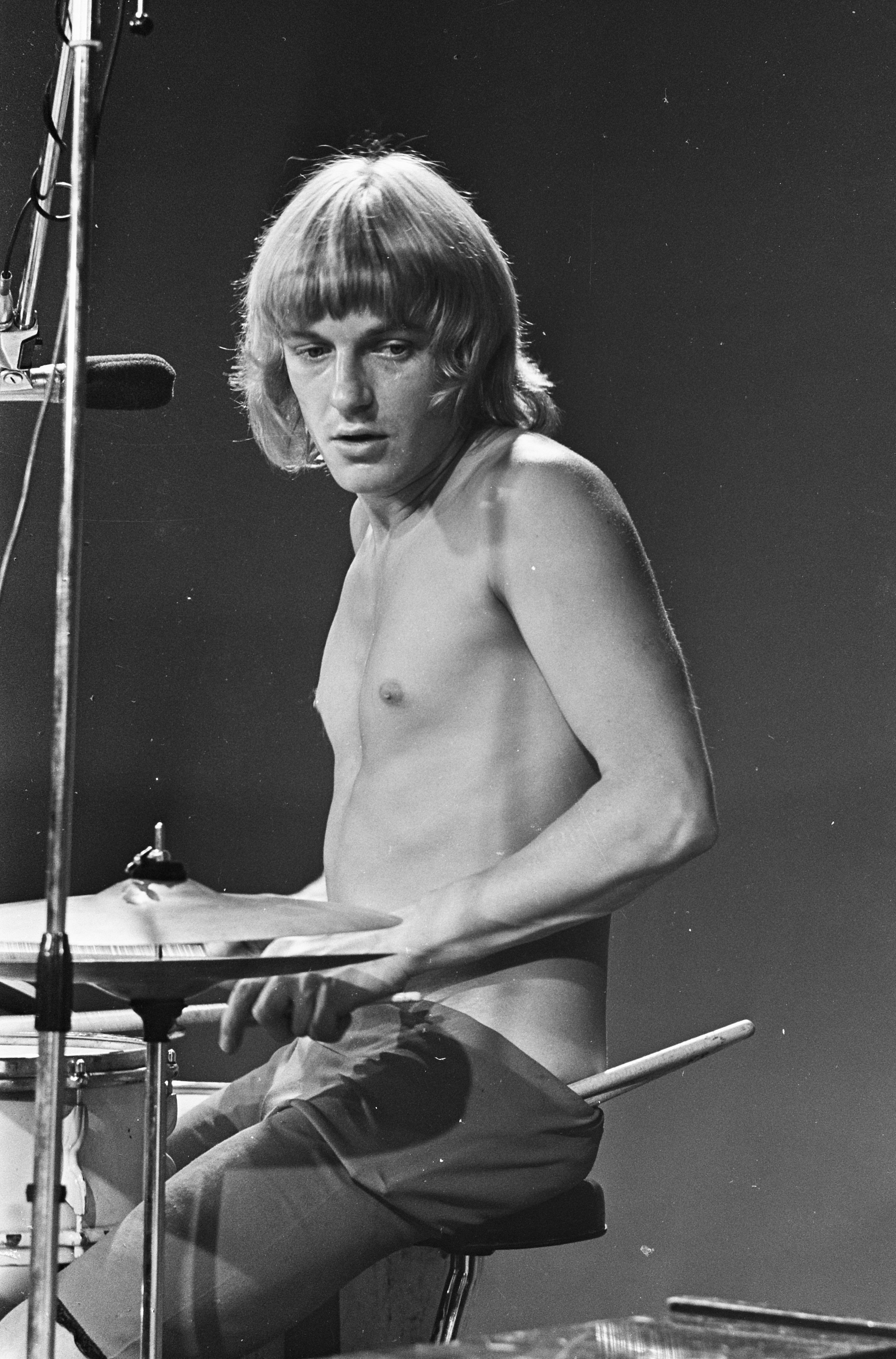
Wyatt durante una registrazione del 1967 con i Soft Machine negli studi dell'emittente televisiva olandese VPRO

Nel 1966, Wyatt e Ayers uscirono dai Wilde Flowers e formarono uno dei gruppi più influenti del rock progressivo, i Soft Machine, che avrebbero contribuito alla creazione di nuove dimensioni del rock psichedelico e del jazz rock. Nei Soft Machine Wyatt era sia cantante sia batterista, soluzione piuttosto inusuale per un gruppo che attribuiva grande importanza alle esibizioni dal vivo; Ayers era al basso e a sua volta cantava, Daevid Allen alla chitarra e Mike Ratledge alle tastiere. Hugh Hopper era il loro road manager.
Le prime esibizioni riscossero grandi consensi e la band divenne in breve una delle più acclamate della psichedelia londinese. Nel 1967 furono scritturati assieme ai primi Pink Floyd per suonare al celebre UFO Club di Londra, e registrarono il primo 45 giri, Love Makes Sweet Music. Allo Speakeasy Club di Londra furono di spalla alla Jimi Hendrix Experience, e Hendrix si unì a loro suonando il basso.
Il produttore discografico Giorgio Gomelsky finanziò in quel periodo la registrazione dei primi brani, pubblicati nel 1971 con il titolo Faces And Places Vol.7, e una tournée francese che ottenne uno straordinario successo. Di ritorno da Parigi, Allen fu bloccato alla frontiera britannica per irregolarità dei documenti e, costretto a lasciare il gruppo, tornò in Francia dove fondò i Gong.
Wyatt, Ayers e Ratledge continuarono come trio e furono ingaggiati come gruppo di apertura per il lungo tour nordamericano della Jimi Hendrix Experience, iniziato nel febbraio del 1968. In quattro giorni registrarono a New York un promo con i due brani Joy of a Toy e Why Are We Sleeping? e il primo LP, The Soft Machine, il cui sound risentiva ancora dello spirito dadaista di Allen e spaziava tra il beat, la psichedelia, atmosfere orientali e il jazz.
Alla fine del tour la band si sciolse e Wyatt restò in America dove compose alcuni brani, tra cui il primo abbozzo della suite Moon in June. Nell'ottobre del 1968 registrò a Hollywood una versione di Slow Walkin' Talk, una canzone di Brian Hopper, in cui cantava e suonava la batteria e le tastiere con Jimi Hendrix al basso. Entrambi questi brani uscirono nella compilation di Wyatt intitolata Flotsam Jetsam del 1994. Nel 2013 la Cuneiform Records invece pubblicò '68, una raccolta che comprende gli stessi due brani e altri due realizzati da Wyatt nello stesso periodo a New York.
I Soft Machine dovevano rispettare gli impegni contrattuali, Wyatt tornò così in Inghilterra dove rimise assieme la band con Ratledge e Hugh Hopper al posto di Ayers, uscito definitivamente dal gruppo. Nel 1969 pubblicarono il secondo lavoro, Volume Two, influenzato dal minimalismo di Terry Riley e dalle improvvisazioni di Frank Zappa. Con l'uscita di Ayers dalla band il gruppo perse parte del dadaismo dei primi lavori e si indirizzò verso la fusion. L'opera fu salutata come il primo vero mix di rock, dadaismo, psichedelia, jazz e avanguardia, con alcune dissonanze strumentali nel secondo lato, più votato alla sperimentazione: un capolavoro. Nel brano A Concise British Alphabet part 2, Wyatt canta con la tipica malinconia di tutti i suoi lavori. Subito dopo le registrazioni di Volume Two, Wyatt, Ratledge e Hopper suonarono in due brani di The Madcap Laughs, il disco di esordio di Syd Barret, che aveva appena lasciato i Pink Floyd.
Altro capolavoro dei Soft Machine fu l'album successivo, il doppio Third del 1970, che segnò la loro maturità artistica e il definitivo riconoscimento di critica e di pubblico. L'inserimento nella formazione di diversi fiati limitò molto l'apporto di Wyatt come cantante, meno il suo brano Moon in June, che occupa un'intera facciata. Nella lunga suite, dà libero sfogo alle sue doti vocali ed esprime il suo talento compositivo, che raggiunge un livello artistico e un'originalità notevoli.
Si creò una frattura nel gruppo quando Ratledge e Hopper, contrari alla concezione musicale di Moon in June, vi parteciparono a brevi tratti, lasciando Wyatt a suonare i vari strumenti da solo nella maggior parte del brano. Durante i concerti dal vivo, Moon in June fu suonata in versione ridotta, limitata alle parti in cui Ratledge e Hopper avevano partecipato nell'album. Il grande disappunto di Robert, che aveva invece entusiasticamente contribuito agli altri brani, lo portò a lasciare la band nell'anno successivo.
Nel 1970 pubblicò anche il suo primo lavoro solista, The End of an Ear, registrato nello stesso periodo di Third. Questo album, uno dei più belli e incompresi della sua carriera, lo allontanò dal tipo di fusion seriosa dei Soft Machine, per avvicinarlo al più colorito jazz-rock di Miles Davis e dei Weather Report, e all'Avant-garde rock. Il sound sottolineava il suo talento di batterista, specie se confrontato con quello delle opere successive all'incidente che lo paralizzerà, e mise in risalto le sue doti di cantante e compositore. Le dediche rivolte agli amici nei titoli dei brani sono indice di quanto l'artista sentisse sua quest'opera.
Wyatt realizza l'album incidendo ed elaborando con un distorsore una serie di suoi assoli, a cui in seguito sovrappone gli altri strumenti. Il brano considerato più significativo è Las Vegas Tango, diviso in due parti che aprono e chiudono il disco, in cui un amalgama di bisbiglii, urla animalesche, vocine e cantilene producono un effetto originale e sorprendente. La voce viene periodicamente frenata e contrastata dai contrappunti del pianoforte, per poi riprendere con vocalizzi psichedelici e anticonformisti.
I musicisti che lo accompagnano sono: il fratellastro Mark Ellidge al piano, Dave Sinclair dei Caravan all'organo, Mark Charig ed Elton Dean dei Soft Machine alla cornetta e al sax, e Neville Whitehead al basso. Wyatt canta e suona batterie, tastiere, pianoforte, organo e armonica.
L'opera fu seguita da alcune collaborazioni con altre band, tra cui i Whole World di Ayers, i Centipede di Keith Tippett e i Symbiosis di Gary Windo, e con Daevid Allen, entrato nella formazione del suo primo album da solista, Banana Moon. Nel 1971, dopo l'uscita dell'album strumentale Fourth, abbandonò i Soft Machine, contrariato dall'evoluzione musicale imposta da Ratledge, sempre più tesa verso un rigido jazz che limitava le sue performance vocali e il suo ingegno.

### I Matching Mole
Alla fine del 1971, Wyatt fondò un altro gruppo storico della scena di Canterbury, i Matching Mole (letteralmente "incontro tra talpe", omofonia di machine molle, la traduzione francese di Soft Machine), con il bassista Bill MacCormick, ex Quiet Sun, il tastierista Dave Sinclair, già nei Wilde Flowers e nei Caravan e il chitarrista Phil Miller, ex Delivery.
In un'intervista Robert rivelò che in questa band poteva confrontarsi e parlare con gli altri componenti, lasciando intendere la difficoltà di dialogo patite nei Soft Machine. Poté inoltre cantare, spaziando tra diversi generi musicali con frequenti improvvisazioni, come aveva fatto in The End of an Ear.
L'eponimo e sperimentale album di esordio, Matching Mole, con Dave MacRae alle tastiere in qualità di ospite, è firmato quasi per intero da Wyatt, che oltre a cantare suonava batteria, piano e mellotron. Su tutti i brani sperimentali spicca la melodica O Caroline, dedicata all'amica Caroline Coon, con testo di Wyatt e musica di Sinclair.
Il secondo lavoro, sempre nel 1972, fu Little Red Record, con MacRae al posto di Sinclair, la collaborazione di Brian Eno al sintetizzatore e la produzione di Robert Fripp. È basato sulle performance vocali di Wyatt, che scrive tutti i graffianti testi improntati sull'impegno politico, e su un alto livello di sperimentazione sonora. Gli altri membri scrivono la musica, compito che Wyatt preferisce demandare, e grazie all'apporto di MacRae il sound si avvicina ulteriormente alla fusion.
Con l'uscita del secondo album, in autunno la band si sciolse. Dopo due mesi a Venezia, trascorsi a scrivere nuovo materiale con la fidanzata Alfreda Benge, una poetessa che scrisse alcuni dei testi delle sue canzoni e illustrò tutte le copertine dei suoi album dal 1974 in poi, Wyatt tornò in patria. Formò un gruppo jazz a vita brevissima, i Wmwm, acronimo dei suoi componenti, con Gary Windo al sax, MacRae alle tastiere e Ron Mathewson al contrabbasso. Non ebbero tempo di pubblicare dischi, ma alcune registrazioni furono incise in raccolte postume di Windo. In primavera rifondò i Matching Mole rivoluzionandone la formazione: oltre a MacCormick vi sono Windo al sassofono e Francis Monkman alle tastiere, ma quando erano pronti per registrare il nuovo album accadde la tragedia che cambiò la vita di Wyatt.

### La paralisi
(Robert Wyatt)
Il 1º giugno 1973, durante la festa di compleanno di Gilli Smyth e Lady June, Wyatt cadde dal terzo piano, rimanendo paralizzato dalla vita in giù. In seguito all'incidente Wyatt fu costretto su una sedia a rotelle e abbandonò il progetto Matching Mole. Non poteva più suonare la batteria e finì per cimentarsi su piccole batterie prive di charleston e grancassa. I Soft Machine e i Pink Floyd gli dedicarono un concerto, devolvendogli i proventi.
I lunghi mesi trascorsi in ospedale diedero modo a Wyatt di maturare nuove idee musicali e, secondo quanto disse, di pensare attraverso la musica. Continuò a preparare nuovi brani. Dopo l'incidente i suoi sforzi in campo musicale si concentrarono sulla carriera solista, nella quale fu accompagnato da turnisti e collaboratori di alto livello, tra i quali il poeta e cantante Ivor Cutler, Mike Oldfield e il chitarrista Fred Frith.

### Carriera solista e collaborazioni
A fine anno ricominciarono le registrazioni, collaborò con Lady June ed eseguì i vocalizzi di Calyx nell'album di esordio degli Hatfield and the North. I brani del suo secondo lavoro solista, Rock Bottom, pubblicato dalla Virgin Records nel 1974, erano già in avanzata fase di preparazione prima dell'incidente, e avrebbero dovuto far parte del terzo Matching Mole, e i testi furono terminati da Wyatt durante la degenza in ospedale. Si trattava di un'opera estremamente anticonvenzionale e difficilmente classificabile, considerata uno dei suoi capolavori, e prodotta dall'amico Nick Mason dei Pink Floyd, registrata con il Manor Mobile tre mesi dopo l'uscita dall'ospedale.
L'album esce dai rigidi schemi della fusion in cui era immerso il secondo Matching Mole, per calarsi in uno stato d'animo introspettivo che fonde le dolci atmosfere di Moon in June e O Caroline alle follie patafisiche di Las Vegas Tango. Il dadaismo dei precedenti lavori viene qui smorzato e la pacatezza che contraddistingue l'opera consegna agli ascoltatori un nuovo Wyatt, rassegnato, maturo, saggio e dolce allo stesso tempo. Fra i brani spicca Sea Song, struggente e inquietante urlo di disperazione stemperato dalla dolcezza del pianoforte e dei vocalizzi di Robert.
La formazione vede presente alcuni tra i migliori interpreti della musica di Canterbury: Richard Sinclair e Hugh Hopper si alternano al basso, Laurie Allan, ex Gong, suona la batteria in due tracce, l'inquietante voce di Ivor Cutler appare in due brani, in uno dei quali gli fa da contrappunto la tromba di Mongezi Feza, la Benge canta in Alifie supportata da Gary Windo al clarinetto e nel brano finale compaiono Mike Oldfield alla chitarra e Fred Frith alla viola. Wyatt, oltre a cantare, suona piccole batterie, la chitarra e le tastiere. L'album viene inciso tra febbraio e marzo e pubblicato dalla Virgin Records il 26 luglio del 1974, lo stesso giorno in cui sposa Alfreda.
Il 1º giugno, a un anno esatto dall'incidente, partecipò suonando le percussioni al concerto del Rainbow Theatre di Londra tenuto da Ayers, l'ex Roxy Music Brian Eno, e i due fuoriusciti dai Velvet Underground Nico e John Cale: alcuni brani di questa performance sono nell'album June 1, 1974.
L'8 settembre, al Drury Lane di Londra, tornò a esibirsi in un concerto con Julie Tippetts, Windo, Feza, Dave Stewart degli Hatfield and the North, Fred Frith, Mike Oldfield, Hugh Hopper, Laurie Allan e Nick Mason dei Pink Floyd. La registrazione dell'evento, organizzato dalla Virgin per promuovere Rock Bottom, fu pubblicata solo nel 2005 nell'album Theatre Royal Drury Lane 8th September 1974, attribuito a Robert Wyatt & Friends. Nello stesso mese collaborò come seconda voce e percussionista a Taking Tiger Mountain (By Strategy), secondo album da solista di Brian Eno.
Nello stesso anno registra una cover della celebre I'm a Believer di Neil Diamond e portata al successo dai Monkees, la cui versione italiana, Sono bugiarda, fu cantata anni prima da Caterina Caselli. Con questo 45 giri raggiunge il 29º posto nelle classifiche britanniche e viene quindi invitato a cantarla in diverse televisioni fino a quando non appare nella trasmissione della BBC Top of the Pops, e dopo che il produttore della trasmissione gli dice che "non sta bene mostrare sedie a rotelle in spettacoli d'intrattenimento per famiglie", Wyatt propone ai suoi musicisti di presentarsi tutti in sedia a rotelle.
L'album solista successivo, Ruth Is Stranger Than Richard (Ruth è più strana di Richard), un gioco di parole su truth is stranger than fiction (la verità è più strana della finzione), esce nel 1975 e conferma l'eclettismo e l'anticonvenzionalità di Wyatt. Il disco fonde in modo inedito i testi a elementi di jazz, free jazz, musica africana e altri generi che fanno parte del bagaglio musicale degli artisti che collaborano. Della formazione fanno parte anche Feza alla tromba, che morirà poco dopo le registrazioni, Frith alla chitarra ed Eno ai sintetizzatori. Come il precedente Rock Bottom, è prodotto da Nick Mason. La traccia Soup Song è un rifacimento della Slow Walkin' Talk di Brian Hopper.
Nello stesso periodo Wyatt aveva inciso il singolo Yesterday Man, che non era stato pubblicato dalla Virgin, il cui boss Richard Branson l'aveva trovato troppo triste. Wyatt aveva quindi pagato inutilmente l'incisione e per questo motivo rompe il contratto con la Virgin, che nel periodo successivo gli vieta di incidere con altre case. Nei successivi cinque anni Wyatt si eclissa dalla scena musicale, se si eccettuano collaborazioni con artisti come Henry Cow, Hatfield and the North, Carla Bley e Michael Mantler. Di rilievo la partecipazione nel 1978 al primo album ambient di Brian Eno Ambient 1: Music for Airports, in cui compone e suona il brano di apertura.

### L'impegno e la militanza politica
Costretto in una sedia a rotelle e impossibilitato a effettuare tournée, Wyatt ascolta con assiduità la radio appassionandosi sempre più alla black music e ai vari problemi che attanagliano il terzo mondo. La rabbia che gli provocano l'attività colonialista della NATO e il protrarsi dell'apartheid in Sudafrica lo porta negli anni ottanta, quando riprende la sua produzione solista, a comporre brani con contenuti sempre più impegnati politicamente. Tra i motivi di tale svolta, la convinzione che la carica rivoluzionaria del rock stava perdendo credibilità e il dolore per la morte in un ospedale del Regno Unito dell'amico e artista nero sudafricano Mongezi Feza, che secondo Wyatt non era stato curato come si conviene e come sarebbe stato curato un bianco.
Nel 1979 Wyatt diventa membro del Partito Comunista di Gran Bretagna e intreccia una fitta corrispondenza con prigionieri politici di tutto il mondo. Aveva manifestato le sue simpatie per la sinistra anche in precedenza, già il titolo del secondo Matching Mole, Little Red Record (dischetto rosso), era un palese omaggio al libretto rosso di Mao, e in copertina vedeva i quattro componenti della band nelle vesti di guerriglieri armati.
Esce dall'isolamento artistico grazie a Geoff Travis, il boss della Rough Trade Records, che lo scrittura per eseguire delle reinterpretazioni sulla scia dei successi ottenuti da Wyatt con i singoli degli anni settanta. Il primo dei 45 giri che riflettono il suo impegno militante è Arauco/Caimanera, una canzone tradizionale di Violeta Parra e una cover di Guantanamera, a cui fanno seguito l'omaggio alla Russia comunista di Stalin Wasn't Stallin'/Stalingrad, At Last I Am Free pubblicata con un rifacimento della canzone di protesta Strange Fruit di Billie Holiday, e la reinterpretazione di Grass di Ivor Cutler con l'inno sindacale Trade Unions. Questi singoli verranno riuniti nelle raccolte Robert Wyatt del 1981, e Nothing Can Stop Us dell'anno successivo, che viene da alcuni considerato il miglior album di canzoni politiche di sempre.
Nel 1981 effettua da solo delle registrazioni per Rai Radio 3 che vedranno la luce nel 2009 nell'album Radio Experiment Rome February 1981 e nello stesso anno registra la sua versione de L'Internazionale, che verrà pubblicata l'anno dopo sulla raccolta di autori vari Recommended Records Sampler, e più tardi nell'altra compilation Going Back A Bit: A Little History Of Robert Wyatt.
Nel 1982 esce The Animals Film, colonna sonora del film omonimo, in cui vengono stigmatizzate le violenze contro gli animali. Si tratta di un nuovo capitolo della produzione di Wyatt, trenta minuti di musica a ruota libera, in cui il commento alle scene del film fatto con giochi vocali dall'aria volutamente distratta accompagnati dal pianoforte è in fragoroso contrasto con gli spietati ritmi della batteria che assecondano le scene dei macelli e delle agonie. Il lavoro viene registrato in Catalogna, dove Robert e Alfie si trasferiscono ritenendo necessario il distacco dalla realtà inglese.
Nel 1983 raggiunge la posizione numero 35 della hit parade britannica con Shipbuilding, scritta per lui da Elvis Costello, un brano di denuncia contro la guerra nelle Falkland che apparirà nelle edizioni successive di Nothing Can Stop Us, e in un EP con Round Midnight di Thelonious Monk e Memories Of You di Eubie Blake. Un'altra canzone di denuncia, questa contro l'invasione americana di Grenada, è Amber and the Amberlines, registrata con Hugh Hopper nel 1983, dello stesso anno è Venceremos realizzata in un album dei Working Week. Amber and the Amberlines viene inserita nell'EP Work in Progress del 1984, insieme a una struggente cover di Biko, di Peter Gabriel, a Te Recuerdo Amanda di Víctor Jara e a Yolanda di Pablo Milanés
Sempre nel 1984 partecipa a The Last Nightingale, album di artisti vari i proventi del quale vanno ai minatori in sciopero contro il governo Thatcher, mentre nel 1985 registra con i SWAPO singers il singolo Wind of Change, per protestare contro l'invasione sudafricana della Namibia.
Nel 1985 pubblica un altro album da solista, Old Rottenhat, interamente registrato da solo al pianoforte, batteria e voce. Tutti i brani hanno riferimenti politici relativi a diverse realtà, come East Timor che denuncia i massacri che stavano avvenendo in quel paese con la copertura americana, e Alliance che critica l'alleanza dell'SPD tedesco con i liberali. La musica accompagna in maniera solenne le denunce dell'autore, sfociando a volte in tenere ninna nanne in cui rifugiarsi per sfuggire agli orrori della società.
Verso la fine degli anni ottanta esce dal partito comunista, ma senza rinnegare le sue idee, dichiarando che "essere ex comunista sia molto più presuntuoso che essere comunista". D'altra parte, il marxismo di Gramsci gli appare venato di componenti religiose, il che fa pensare che lo stesso marxismo in generale, qualora degenerasse in culto si rivelerebbe qualcosa da cui prendere le distanze. E questo sempre in una componente antidogmatica, aperta, che contraddistingue la sua concezione della vita.

### Pausa artistica e ripresa dell'attività
Dopo il 1985 la sua attività musicale si riduce sensibilmente e si limita a partecipazioni ad album di altri artisti. Dopo essersi preso con Alfreda un anno sabbatico, nel 1991 si ritrasferisce nel Lincolnshire, in Inghilterra, per la scarsità di supporto che la sanità spagnola dedica ai paraplegici, e pubblica Dondestan, da molti considerato il suo lavoro migliore dopo Rock Bottom.
Questo album è un'altra tappa dell'isolamento artistico in cui ha scelto di chiudersi, registra tutte le tracce da solo con voce, tastiere, percussioni, piano e batteria. Viene realizzato per la metà in collaborazione con la moglie Alfreda, la quale firma idilliaci testi su musiche di Robert, che invece firma tutti i restanti brani, eccetto uno in cui la musica è di Hugh Hopper. In questa seconda parte dell'album riaffiorano i proclami politici con brani dedicati alla privatizzazione, alla situazione in Palestina, allo sfruttamento colonialista e ad altri temi scottanti.
Anche i cinque brani dell'EP A Short Break dello stesso anno riflettono le atmosfere contraddittorie di Dondestan, alternando momenti sognanti ad altri pervasi dall'angoscia esistenziale.
Gli anni seguenti sono nuovamente scarsi di impegni artistici, da segnalare l'uscita nel 1994 della compilation Flotsam Jetsam in concomitanza con il libro di Mike King Wrong Movements. A Robert Wyatt History, alla cui versione italiana, Falsi Movimenti. Una storia di Robert Wyatt, che esce nello stesso anno per la Arcana Editore, Wyatt contribuisce apportando alcuni aggiornamenti ed effettuando correzioni. Nel 1995 si esibisce in quella che si rivelerà una delle sue più valide collaborazioni, canta tre brani nell'album Songs dell'ex Henry Cow John Greaves .
Nel 1997 esce il suo nuovo CD Shleep, in cui dopo anni torna finalmente a registrare in studio con altri musicisti e che viene elogiato dalla critica. Wyatt passa con grazia tra le diverse atmosfere che caratterizzano l'opera, emananti serenità, nevrosi e introspezione. Nell'eccezionale cast spiccano tra gli altri gli ex Roxy Music Brian Eno e Phil Manzanera, Paul Weller, già nei Jam e negli Style Council e Annie Whitehead. L'opera risveglia l'interesse nei suoi confronti da parte dei critici musicali, molti dei quali la considerano uno dei migliori lavori di Wyatt.
(Robert Wyatt, in un'intervista a Ondarock in occasione dell'uscita di Shleep, commenta il suo ritorno alle registrazioni con una band)
Nel 1998 Wyatt partecipa all'album-tributo a lui dedicato The Different You - Robert Wyatt e noi, pubblicato da I dischi del mulo, cantando in italiano Del Mondo, una reinterpretazione del brano dei C.S.I. contenuta nell'album Ko de mondo. Il disco è composto da suoi brani che vengono interpretati da musicisti italiani, tra i quali gli stessi C.S.I., Franco Battiato, Jovanotti, Max Gazzè e Cristina Donà. Collabora con quest'ultima anche alla realizzazione del brano Goccia, contenuto nell'album Nido del 1999 e nell'omonimo EP, comparendo anche nel video dello stesso EP.
Un altro tributo a Wyatt è Soupsongs Live: the Music of Robert Wyatt, CD che Annie Whitehead gli dedica nel 1999, Robert ricambia l'anno dopo collaborando nel nuovo disco della Whitehead. Nello stesso anno partecipa al nuovo album di Hugh Hopper e l'anno seguente a quelli di diversi altri artisti tra i quali l'ex Gong Didier Malherbe e Julie Tippett. Sempre nel 2001 gli viene affidata la direzione del Meltdown Festival che si è tenuto nella prestigiosa Queen Elizabeth Hall, a cui invita la Donà.
Nel 2003 pubblica il suo nuovo lavoro solista, Cuckooland, a cui partecipano anche la Whitehead, David Gilmour dei Pink Floyd, Manzanera, Eno e Paul Weller. L'album comprende canzoni d'amore, è più melodico di quelli degli anni precedenti e segna quindi il ritorno di Wyatt alle atmosfere del pop. I brani sono alquanto eterogenei tra loro dato che alcune canzoni sono scritte da Wyatt, altre a quattro mani con Alfreda ed altre ancora dall'arrangiatrice Karen Mantler, malgrado ciò l'opera si può definire elegante e brillante.
Nello stesso anno esce una raccolta di registrazioni un po' approssimative di Wyatt degli anni settanta, tra cui diverse inedite, contenente anche due nuovi brani eseguiti con Hugh Hopper. Quest'opera è la colonna sonora dell'omonimo film Solar Flares Burn For You.
Sempre nel 2003 la BBC trasmette il documentario a lui dedicato Free Will and Testament: The Robert Wyatt Story, che verrà replicato più volte, in cui Robert si esibisce in cinque brani dal vivo con la SoupSongs Band della Whitehead.
Nel 2004 esce la nuova raccolta His Greatest Misses, anche questa con alcuni brani inediti. Nello stesso anno Wyatt effettua ancora diverse collaborazioni, tra cui quelle negli album di Manzanera, 6pm, e di Björk, Medúlla in cui canta nei brani Submarine e Oceania.
(Björk, in un'intervista alla stazione radio XFM il 25 agosto 2004)
Robert si è spesso schernito della propria voce, che il critico Piero Scaruffi ha definito pregna di "malinconia non sense", citando un alto critico musicale che lo ha paragonato a un Jimmy Somerville in preda al Valium, per via degli ombrosi falsetti con cui spesso esprime gli stati d'animo nelle sue canzoni. Il Wyattron è una tastiera che anziché suonare normali note, suona una vasta gamma di accordi vocali che Wyatt ha pre-registrato. Fra i vari artisti che ne hanno fatto uso, oltre a Björk, c'è Kevin Ayers, nel brano Cold Shoulder dell'album The Unfairground del 2009.

### Le opere più recenti
Nel 2005 esce il live Theatre Royal Drury Lane 8th September 1974, registrato in occasione del suo rientro sulle scene nel 1974, che viene attribuito a "Robert Wyatt & Friends". Nel 2006 suona la cornetta nel brano Then I Close My Eyes di David Gilmour, durante il concerto alla Royal Albert Hall di Londra registrato nel DVD Remember That Night.
Nel 2007 viene pubblicato l'album Comicopera, il suo nuovo lavoro solista a cui partecipano 18 altri musicisti, tra i quali Eno, Whitehead, Weller e Manzanera, l'album segna inoltre il ritorno alla collaborazione con Dave Sinclair, che suona il piano. Quindici delle sedici tracce vengono registrate negli studi di Manzanera a Londra, Hasta Siempre Comandante viene registrata nel Movin' Studio di Padova con i musicisti italiani Maurizio Camardi, Alessandro Fedrigo, Gianni Bertoncini, Alfonso Santimone e Paolo Vidaich. Tra le tracce dell'album vi è il brano dei C.S.I. Del Mondo, cantato da Wyatt in italiano. L'opera si struttura in tre atti: il primo composto da canzoni d'amore, scritto con Alfreda, il secondo è una suite di inni sociopolitici e il terzo una raccolta di canzoni di protesta.
Nel 2008 Wyatt collabora nelle opere di alcuni artisti, tra i quali Weller, Ayers e Billy Bragg, musicista che condivide il suo orientamento politico e per il quale canta nel brano I Keep Faith in You. Di rilievo la partecipazione alle percussioni in due brani dell'album Everything That Happens Will Happen Today, che segna l'attesa riunione del duo Eno - Byrne.
Nel 2009 viene pubblicato l'album Radio Experiment Rome February 1981, che contiene le registrazioni multitraccia eseguite in solitario nel 1981 da Wyatt per Rai Radio 3 negli studi di Roma, nelle quali accompagna la voce con piano, tastiere, percussioni, scacciapensieri e altri oggetti. Sempre nel 2009 esce l'album Around Robert Wyatt, un omaggio a lui dedicato dall'Orchestre National de Jazz francese che esegue cover di suoi brani in chiave jazzistica, a cui Robert partecipa cantandone alcuni.
Il 17 settembre 2009, l'università di Liegi gli conferisce, assieme ad altri musicisti tra cui Archie Shepp e Anthony Braxton, una laurea honoris causa per il suo ruolo nella diffusione della musica.

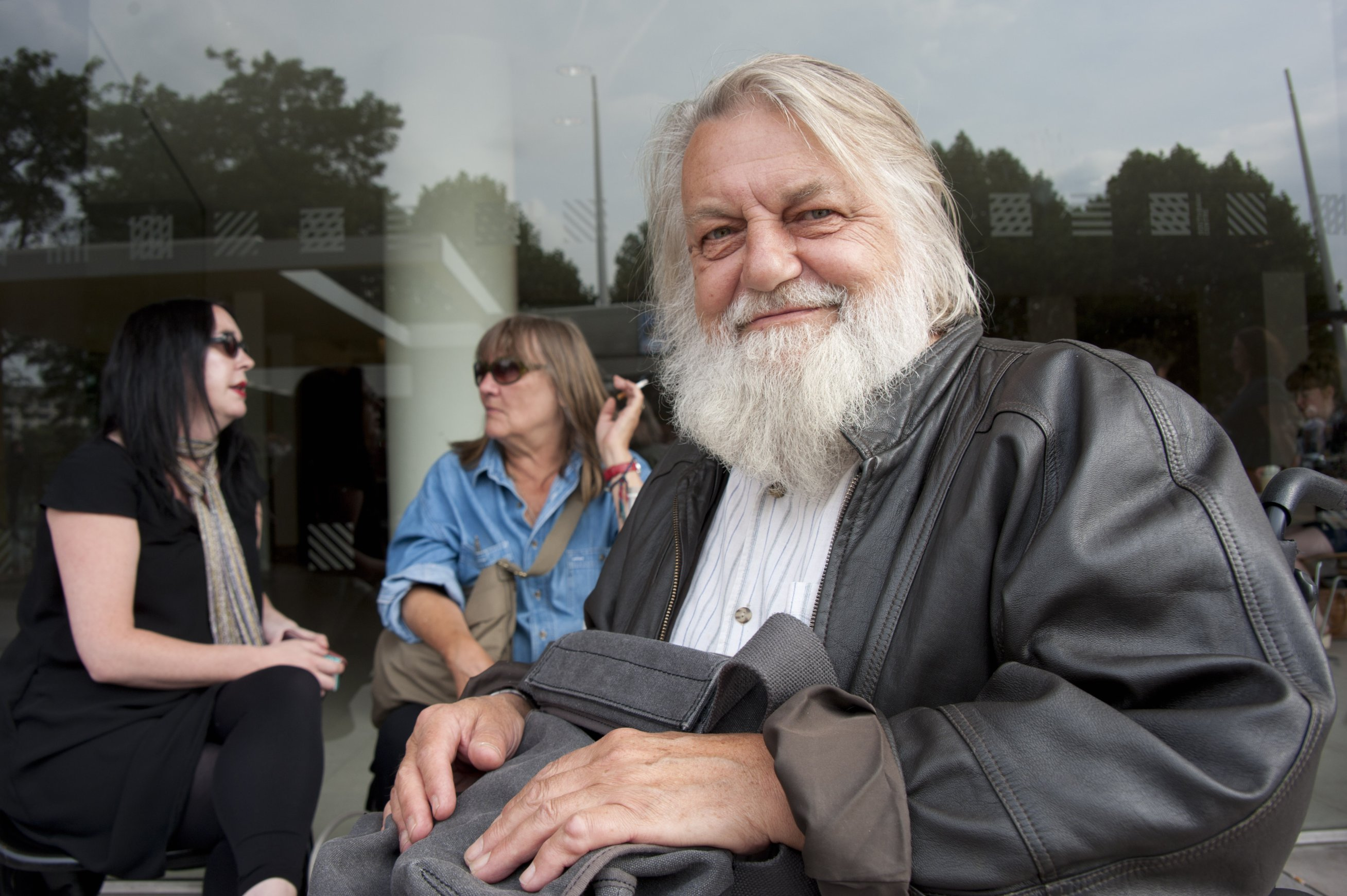
Wyatt nel 2010

L'11 ottobre 2010 viene pubblicato l'album ...For the Ghosts Within, frutto di una collaborazione tra Wyatt, alle percussioni, tromba e voci, il sassofonista israeliano Gilad Atzmon, già presente in Cuckooland e Comicopera, che qui suona i fiati e l'accordéon, e la violinista e cantante britannica Ros Stephen. L'opera si articola in undici brani di cui sette sono rivisitazioni di classici del jazz e del pop, tra i quali spicca il brano reso celebre da Louis Armstrong What a Wonderful World. Gli altri quattro brani sono composti dai tre musicisti e Alfreda Benge.
Di rilievo il brano che dà il titolo all'album, in cui si fondono atmosfere jazz e del folklore mediorientale. La realizzazione dell'opera avviene dapprima con la registrazione del basso e di diversi strumenti ad arco, poi con la sovrapposizione del contributo di Wyatt e per ultimo l'inserimento dei fiati di Atzmon. Sono presenti altri strumentisti con gli archi, le tastiere e il bandoneón. Questo originale album, a tratti orchestrale, è stato accolto positivamente dalla critica.
Nel 2014 collabora con Cristina Donà alla realizzazione del brano Televisione degli Afterhours nella riedizione dell'album Hai paura del buio? della band milanese. Nello stesso anno esce il libro Different Every Time: The Authorised Biography of Robert Wyatt di Marcus O'Dair. In novembre viene pubblicata la sua compilation Different Every Time - Ex Machina / Benign Dictatorships. Il mese successivo, nel corso di un'intervista Wyatt annuncia la fine della propria carriera musicale. Tra i motivi che l'hanno spinto a tale decisione vi sono l'età avanzata e il fatto che prova maggiore interesse per la politica che non per la musica.
Torna comunque nelle sale d'incisione, anche se raramente; canta e suona nel brano Stella Maris con Boris Grebenshikov e suona la cornetta nel brano The Girl in the Yellow Dress dell'album Rattle That Lock di David Gilmour, pubblicati nel 2015.

## Discografia

### Carriera solista

#### Album in studio
- 1970 The End of an Ear, LP CBS 64189, CD nel 1995 Columbia COL 473005-2
- 1974 Rock Bottom, LP Virgin V 2017, CD nel 1989 Virgin CDV 2017
- 1975 Ruth Is Stranger Than Richard, LP Virgin V 2034, CD nel 1989 Virgin CDV 2034
- 1985 Old Rottenhat, LP Rough Trade ROUGH 69, CD del 1986 Rough Trade ROUGH CD69
- 1991 Dondestan, LP Rough Trade R2741, CD Rough Trade R2742
- 1997 Shleep, CD Hannibal Records HNCD 1418, doppio LP del 2008 Domino Recording Company REWIGLP45
- 2003 Cuckooland, CD Hannibal Records HNCD 1468, doppio LP del 2008 Domino Recording Company REWIGLP47
- 2007 Comicopera, LP Domino Recording Company WIGLP202, CD Domino Recording Company WIGCD202
- 2009 Radio Experiment Rome, February 1981, (brani registrati in studio nel 1981) LP Rai Trade RTPJ 0014v, CD Rai Trade RTPJ 0014
- 2010 ...For the Ghosts Within, (come Wyatt, Atzmon, Stephen) LP Domino Recording Company WIGLP263, CD Domino Recording Company WIGCD263

#### Album dal vivo
- 2005 Theatre Royal Drury Lane 8th September 1974 (registrato nel 1974 come Robert Wyatt & Friends) CD Hannibal Records HNCD 1507, doppio LP del 2008 Domino Recording Company REWIGLP48

#### Colonne sonore
- 1982 The Animals Film, (colonna sonora) LP Rough Trade ROUGH 40, CD del 1994 Rough Trade R3172
- 2003 Solar flares Burn For You, (colonna sonora) CD Cuneiform Records Rune 175

#### Compilation
- 1981 Robert Wyatt, (raccolta di singoli) LP Rough Trade RT 0007
- 1982 Nothing Can Stop Us, (raccolta di singoli) LP Rough Trade ROUGH 35, CD del 1986 Rough Trade 35CD
- 1993 Mid-Eighties, CD Rough Trade R2952
- 1994 Flotsam Jetsam, CD Rough Trade R3112
- 1994 Going Back a Bit: A Little History of Robert Wyatt, doppio CD Virgin CDVDM 9031
- 1999 Eps, cinque CD Hannibal Records HNCD 1440
- 2004 His Greatest Misses, CD Rykodisc VACK-1282
- 2013 '68, Cuneiform Records Rune 375 (brani realizzati nel 1968 dopo il tour americano con i Soft Machine)
- 2014 Different Every Time Volume 1 - Ex Machina, doppio LP Domino Records WIGLP347-1
- 2014 Different Every Time Volume 2 - Benign Dictatorships, doppio LP, Domino Records WIGLP347-2

#### EP
- 1974 The Peel Sessions (Alifib/Soup Song/Sea Song/I'm a Believer) Strange Fruit Records SFPS 037
- 1982 Summer Into Winter (come Robert Wyatt & Ben Watt)
- 1984 Work In Progress (Biko/Amber and the Amberines/Yolanda/Te Recuerdo Amanda)
- 1984 4 Tracks EP (I'm a Believer/Yesterday Man/Team Spirit/Memories)
- 1996 A Short Break
- 2002 Airplay, (Fridge/When Access Was a Noun/Salt-Ivy/Signed Curtain)

#### Singoli
- 1974 I'm a Believer/Memories
- 1974 I'm a Believer/Yesterday Man
- 1977 Yesterday Man/Sonia
- 1980 Arauco/Caimanera
- 1980 At Last I'm Free/Strange Fruit
- 1981 Stalin Wasn't Stallin'/Stalingrad
- 1981 Grass/Trade Union
- 1982 Shipbuilding/Memories of You/'Round Midnight
- 1984 The Wind of Change/Namibia (come Robert Wyatt with the SWAPO Singers)
- 1984 The Age of Self/Raise Your Banners High
- 1987 Chairman Mao
- 1997 Free Will and Testament/The Sight of the Wind
- 1997 Heaps of Sheeps/A Sunday in Madrid

### Con i Soft Machine
Wyatt è presente in tutte le registrazioni dei Soft Machine fino al 1971.

### Altri contributi
- 1969 Batteria su Joy of a Toy di Kevin Ayers
- 1969 Batteria su due brani di The Madcap Laughs di Syd Barrett
- 1971 Voce sul brano Whatevershebringswesing dell'album Whatevershebringswesing di Kevin Ayers
- 1971 Batteria e voce su Banana Moon di Daevid Allen
- 1971 Batteria su Septober Energy di Keith Tippett
- 1973 Voce su "Hymn" di Bananamour di Kevin Ayers
- 1974 Percussioni su June 1, 1974 di Kevin Ayers
- 1974 Percussioni e controcanto su Taking Tiger Mountain (By Strategy) di Brian Eno
- 1974 Voce su Calyx di Hatfield and the North degli Hatfield and the North
- 1976 Voce su The Hapless Child di Michael Mantler
- 1976 Voce su Silence di Michael Mantler
- 1976 Voce su 2 brani di Henry Cow's Concerts degli Henry Cow
- 1978 Piano su 1/1 di Ambient 1: Music for Airports di Brian Eno
- 1980 Batteria su Sanity Stomp di Kevin Coyne
- 1981 Voce su Nick Mason's Fictitious Sports di Nick Mason
- 1982 Tastiere su Songs to Remember degli Scritti Politti
- 1982 Sua versione di The International, sulla raccolta di autori vari Recommended Records Sampler Recommended Records RR 8.9
- 1984 Voce su due tracce di The Last Nightingale di artisti vari
- 1986 Voce su 4 tracce di Letters Home dei News from Babel
- 1987 Voce su 3 tracce di Many have no speech di Michael Mantler
- 1993 Voce su United Kingdoms degli Ultramarine
- 1996 Voce su una traccia di The School of Understanding di Michael Mantler
- 1996 Voce su 3 tracce di Songs di John Greaves
- 1998 Voce (in italiano) su Del Mondo di The Different You - Robert Wyatt e noi
- 1999 Voce, cornetta, percussioni vocali, fischio e cori sul brano Goccia dell'EP Goccia e dell'album Nido di Cristina Donà
- 2000 Voce su Hide and Seek di Michael Mantler
- 2000 Voce su September Song di Pascal Comelade
- 2001 Voce su una traccia di Smiling and Waving di Anja Garbarek
- 2001 Voce su 2 tracce di Travelling Birds di Bruno Coulais
- 2004 Voce su 2 tracce di Medúlla di Björk
- 2006 Voce su 6 tracce di Review di Michael Mantler
- 2006 Cornetta su una traccia di On an Island di David Gilmour
- 2007 Wyattron su Cold Shoulder di The Unfairground di Kevin Ayers
- 2007 Voce su This Summer Night di Chéri B.B di Bertrand Burgalat
- 2008 Controcanto su I Keep Faith di Mr. Love & Justice di Billy Bragg
- 2008 Batteria su 2 tracce di Everything That Happens Will Happen Today di David Byrne e Brian Eno
- 2008 Voce su Camouflage di BM di Barbara Morgenstern
- 2008 Voce sull'Ep Made in the Dark degli Hot Chip
- 2009 Voce su alcune tracce di Around Robert Wyatt della Orchestre National de Jazz
- 2009 Voci e tromba su alcune tracce di Attitude and Orbit Control di Jeanette Lindström
- 2013 Voce e corno su When U Love Somebody e seconda voce su No Water dell'album DNA di Ian James Stewart
- 2015 Voce, cornetta e corno su Stella Maris con Boris Grebenshikov
- 2015 Cornetta su The Girl in the Yellow Dress dell'album Rattle That Lock di David Gilmour

## Filmografia
- 2015 – Romantic Warriors III: Canterbury Tales
- 2024 – Rock Bottom[40]

### Testi di Robert Wyatt con illustrazioni di Jean-Michel Marchetti
- (EN) MW, Æncrages & Co publishing, 1997
- (EN) M2W, Æncrages & Co publishing, 1998
- (EN) MW3, Æncrages & Co publishing, 2000
- (EN) M4W, Æncrages & Co publishing, 2003
- (EN) MBW (con Alfreda Benge), Æncrages & Co publishing, 2008

### Libri su Robert Wyatt
- (EN) King, Michael, Robert Wyatt : Wrong Movements, SAF Publishing, 1994, 1994, ISBN 0-946719-10-1.
- Falsi movimenti. Una storia di Robert Wyatt, versione italiana del libro di Michael King riveduta e corretta da Wyatt, tradotta da Alessandro Achilli, Milano, Arcana editrice, 1994, ISBN 88-79660-47-0.
- Leonardo Vittorio Arena, La filosofia di Robert Wyatt. Dadaismo e voce: Unlimited., Milano-Udine, Mimesis, 2014, ISBN 978-88-5752-410-8.
- Marcus O'Dair, Different every time. La biografia autorizzata di Robert Wyatt, Giunti Editore, 2015.

### Libri contenenti materiale su Robert Wyatt
- (EN) Bennet, Graham, Soft machine: out-bloody-rageous, SAF Publishing Ltd, 2005, ISBN 978-0-946719-84-6.
- Enciclopedia Rock - anni '70, a cura di Riccardo Bertoncelli, Milano, Arcana editrice, 1990, ISBN 88-85859-14-3.
- Rizzi, Cesare: Progressive & Underground '67 - '76, Cesare Rizzi, Firenze, Giunti Editore, 2003, ISBN 88-09-03230-6.